# Club de Futbol Gavà
Il Club de Futbol Gavà è una società calcistica con sede a Gavà, in Catalogna, in Spagna. 
Gioca nella Segúnda B, la terza serie del campionato spagnolo.

## Rosa attuale
| N. |                         | Ruolo | Calciatore          |
| -- | ----------------------- | ----- | ------------------- |
| 1  | Spagna (bandiera)       | P     | Óscar Fornés        |
| 2  | Spagna (bandiera)       | C     | Juan Carlos         |
| 3  | Spagna (bandiera)       | D     | Carles Gimeno       |
| 4  | Burkina Faso (bandiera) | C     | Adama Guira         |
| 5  | Spagna (bandiera)       | D     | Enric Socías        |
| 6  | Spagna (bandiera)       | D     | Carles Crivillé     |
| 7  | Spagna (bandiera)       | C     | Quino Cabrera       |
| 8  | Spagna (bandiera)       | C     | Piti                |
| 9  | Spagna (bandiera)       | C     | Criado              |
| 10 | Spagna (bandiera)       | C     | Alberto Puigdollers |
| 11 | Spagna (bandiera)       | A     | Ramón Borrell       |
| 12 | Spagna (bandiera)       | D     | Jaime Bustillo      |

| N. |                         | Ruolo | Calciatore        |
| -- | ----------------------- | ----- | ----------------- |
| 13 | Spagna (bandiera)       | P     | Jaume Albert      |
| 14 | Spagna (bandiera)       | C     | Pedro Tarradellas |
| 15 | Spagna (bandiera)       | C     | Xavier Fontova    |
| 16 | Spagna (bandiera)       | C     | Sergio Navarro    |
| 18 | Burkina Faso (bandiera) | C     | Issouf Sanou      |
| 19 | Spagna (bandiera)       | D     | Carlos Alonso     |
| 20 | Spagna (bandiera)       | C     | Uri               |
| 21 | Spagna (bandiera)       | C     | Gerard Badía      |
| 22 | Spagna (bandiera)       | C     | Pepe Plà          |
| 23 | Spagna (bandiera)       | A     | Keko              |
| 25 | Spagna (bandiera)       | P     | Marcos Pérez      |
| 27 | Spagna (bandiera)       | D     | Alfred Zardoya    |
| -  | Romania (bandiera)      | A     | Claudiu Raducanu  |

## Tornei nazionali
- 1ª División: 0 stagioni
- 2ª División: 0 stagioni
- 2ª División B: 7 stagioni
- 3ª División: 26 stagioni

## Stagioni
| Stagione | Categoria | Posizione |  |
| -------- | --------- | --------- |  |
| 1956/57  | 3ª        | 19°       |  |
| 1957/58  | Regionali | —         |  |
| 1958/59  | 3ª        | 10°       |  |
| 1959/60  | 3ª        | 4°        |  |
| 1960/61  | 3ª        | 12°       |  |
| 1961/62  | 3ª        | 16°       |  |
| 1962/63  | Regionali | —         |  |
| 1963/64  | Regionali | —         |  |
| 1964/65  | Regionali | —         |  |
| 1965/66  | 3ª        | 19°       |  |
| 1966/67  | Regionali | —         |  |
| 1967/68  | 3ª        | 13°       |  |
| 1968/69  | 3ª        | 12°       |  |

| Stagione    | Categoria | Posizione |  |
| ----------- | --------- | --------- |  |
| 1969/70     | 3ª        | 13°       |  |
| dal 1970-71 | Regionali | —         |  |
| al 1977-78  | Regionali | —         |  |
| 1977/78     | 3ª        | 8°        |  |
| 1978/79     | 3ª        | 10°       |  |
| 1979/80     | 3ª        | 15°       |  |
| 1980/81     | 3ª        | 15°       |  |
| 1981/82     | 3ª        | 20°       |  |
| 1982/83     | Regionali | —         |  |
| 1983/84     | 3ª        | 16°       |  |
| 1984/85     | 3ª        | 15°       |  |
| 1985/86     | 3ª        | 20°       |  |
| 1986/87     | Regionali | —         |  |

| Stagione    | Categoria | Posizione |  |
| ----------- | --------- | --------- |  |
| 1987/88     | 3ª        | 19°       |  |
| dal 1988-89 | Regionali | —         |  |
| al 1993-94  | Regionali | —         |  |
| 1994/95     | 3ª        | 6°        |  |
| 1995/96     | 2ªB       | 7°        |  |
| 1996/97     | 2ªB       | 12°       |  |
| 1997/98     | 2ªB       | 6°        |  |
| 1998/99     | 2ªB       | 20°       |  |
| 1999/00     | 3ª        | 10°       |  |
| 2000/01     | 3ª        | 1°        |  |
| 2001/02     | 3ª        | 2°        |  |
| 2002/03     | 2ªB       | 17°       |  |

| Stagione | Categoria | Posizione |  |
| -------- | --------- | --------- |  |
| 2003/04  | 3ª        | 6°        |  |
| 2004/05  | 3ª        | 9°        |  |
| 2005/06  | 3ª        | 3°        |  |
| 2006/07  | 3ª        | 4°        |  |
| 2007/08  | 2ªB       | 3°        |  |
| 2008/09  | 2ªB       | 10°       |  |
| 2009/10  | 2ªB       | 19°       |  |
| 2010/11  | 3ª        | -         |  |

## Palmarès

### Competizioni nazionali
- Tercera División: 1

2000-2001

### Competizioni regionali
- Primera Catalana: 1

1993-1994

### Altri piazzamenti
- Segunda División B:

Terzo posto: 2007-2008 (gruppo III)
- Tercera División:

Secondo posto: 2001-2002
Terzo posto: 2005-2006
- Copa Federación de España:

Finalista: 2001-2002
- Copa Catalunya:

Finalista: 2002-2003